# Pointe Tersive
La pointe Tersive est un sommet du massif du Grand-Paradis, haut de 3 512 mètres, qui se trouve sur la commune de Fénis, entre le vallon de l'Urtier et celui de Grauson (dans le val de Cogne), et le val Clavalité.

## Géographie

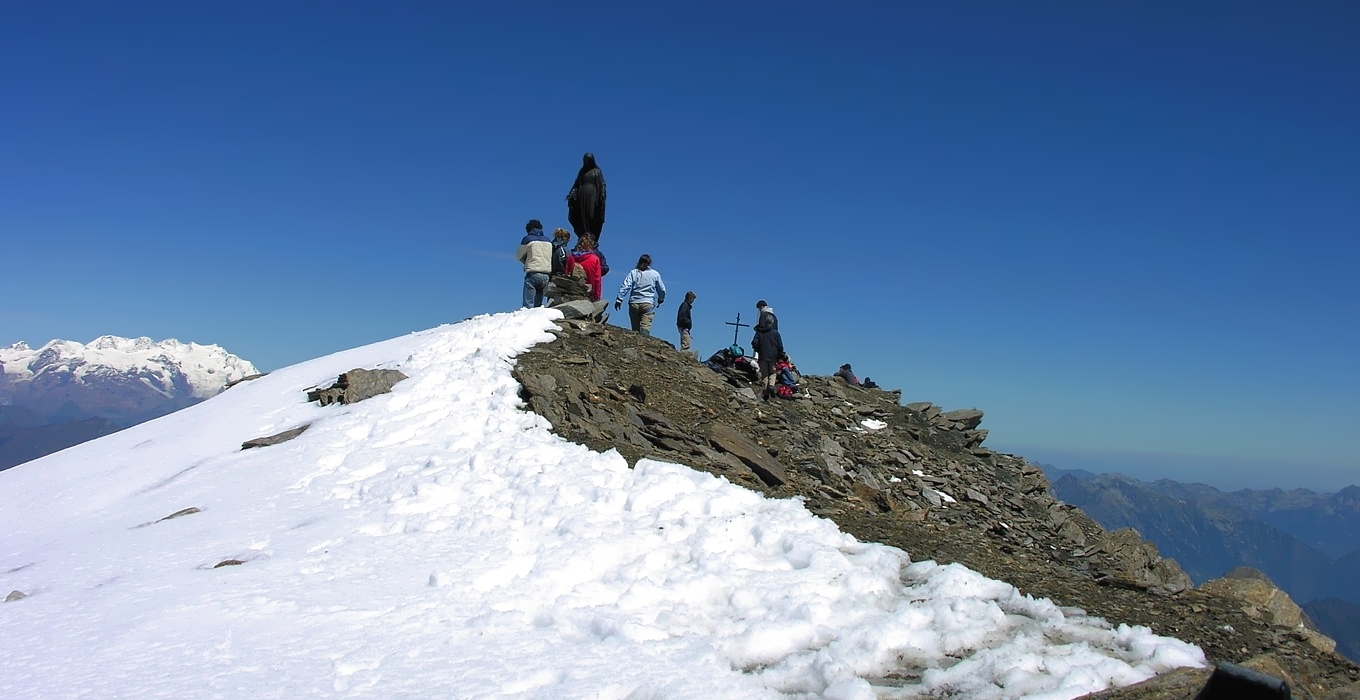
Le mont Rose vu du sommet de la pointe Tersive.

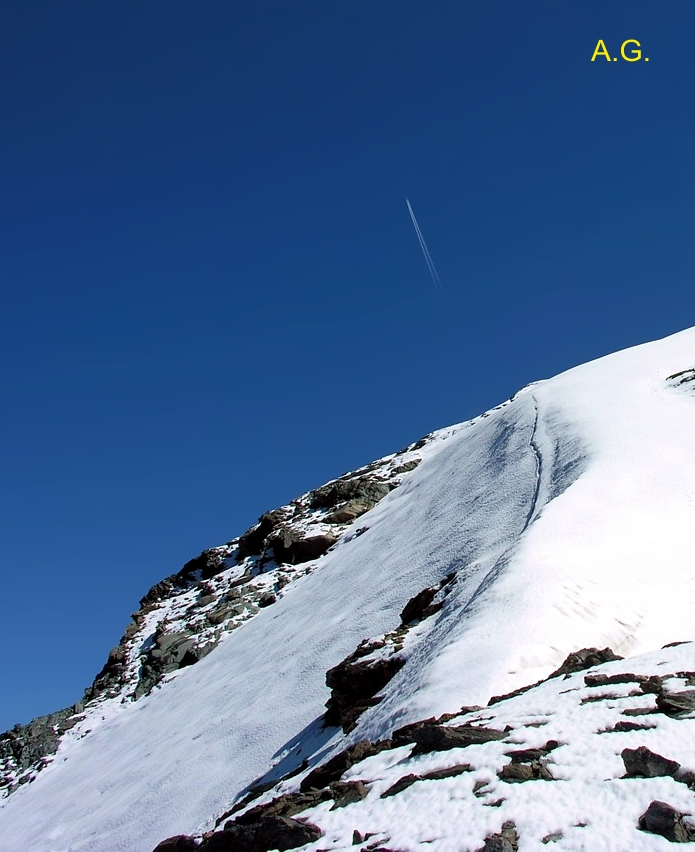
La partie supérieure du glacier de Tersive.

Du sommet de la pointe Tersive, le panorama sur les Alpes valdôtaines s'étend du mont Rose au Grand Paradis.
La paroi septentrionale est visible depuis la route nationale 26 entre Fénis et Chambave. Au-dessous se trouve le petit glacier de Tersive, souvent gris en été à cause de la chute de rochers de la paroi.
Au pied de la paroi nord-occidentale se trouve le glacier du Tessonet.

## Accès
La meilleure voie est celle du versant nord-nord-ouest, le long de la crête du Tessonet, les autres versants étant formés par des rochers de mauvaise qualité. L'ascension peut se faire également à partir du Gimillan (hameau de Cogne), le long du vallon de Grauson. On rejoint le glacier du Tessonet, puis le Petit col de Tersive (3 312 mètres) et enfin la crête du Tessonet, qui conduit au sommet.